# Sträterei
Sträterei ist ein Ortsteil von Dinslaken, liegt am Rotbach, hat ca. 200 Einwohner und gehört statistisch zum Siedlungsbezirk Grafschaft. Er ist entstanden durch Ansiedlung einer Familie Sträter im Rotbachtal um 1700. Das Gebiet war früher Bestandteil der Walsumer Mark und war, ebenso wie die Schlägerheide Eigentum der evangelischen Schulen zu Dinslaken und Hiesfeld. Er gehörte bis 1905 zur Bürgermeisterei Dinslaken-Land und danach bis 1917 zur Bürgermeisterei Hiesfeld und liegt im Osten Dinslakens. Er wird im Westen durch die Autobahn A3, welche Oberlohberg von Sträterei trennt, im Norden durch den Ort Grafschaft, im Osten durch den Staatsforst Wesel und im Süden vom Oberhausener Stadtbezirk Sterkrade mit seinen Ortsteilen Brink, Neuköln und dem kleinen Dinslakener Ortsteil Im Fort begrenzt. Sträterei ist dünn besiedelt, landwirtschaftlich geprägt und zeichnet sich als waldreiches Naherholungsgebiet mit Ausflugslokalen im Bereich des Rotbachtals aus.
Der Ortsteil ist durch die Buslinie 17 der Verkehrsgemeinschaft Niederrhein an das Nahverkehrsnetz angeschlossen. Er liegt an der Landesstraße 397. Die Entfernung nach Dinslaken und Hiesfeld beträgt rund 6 bzw. 4,5 km.

## Landschaftsimpressionen
Die Sträterei zeichnet sich vor allem durch Landschaft aus:

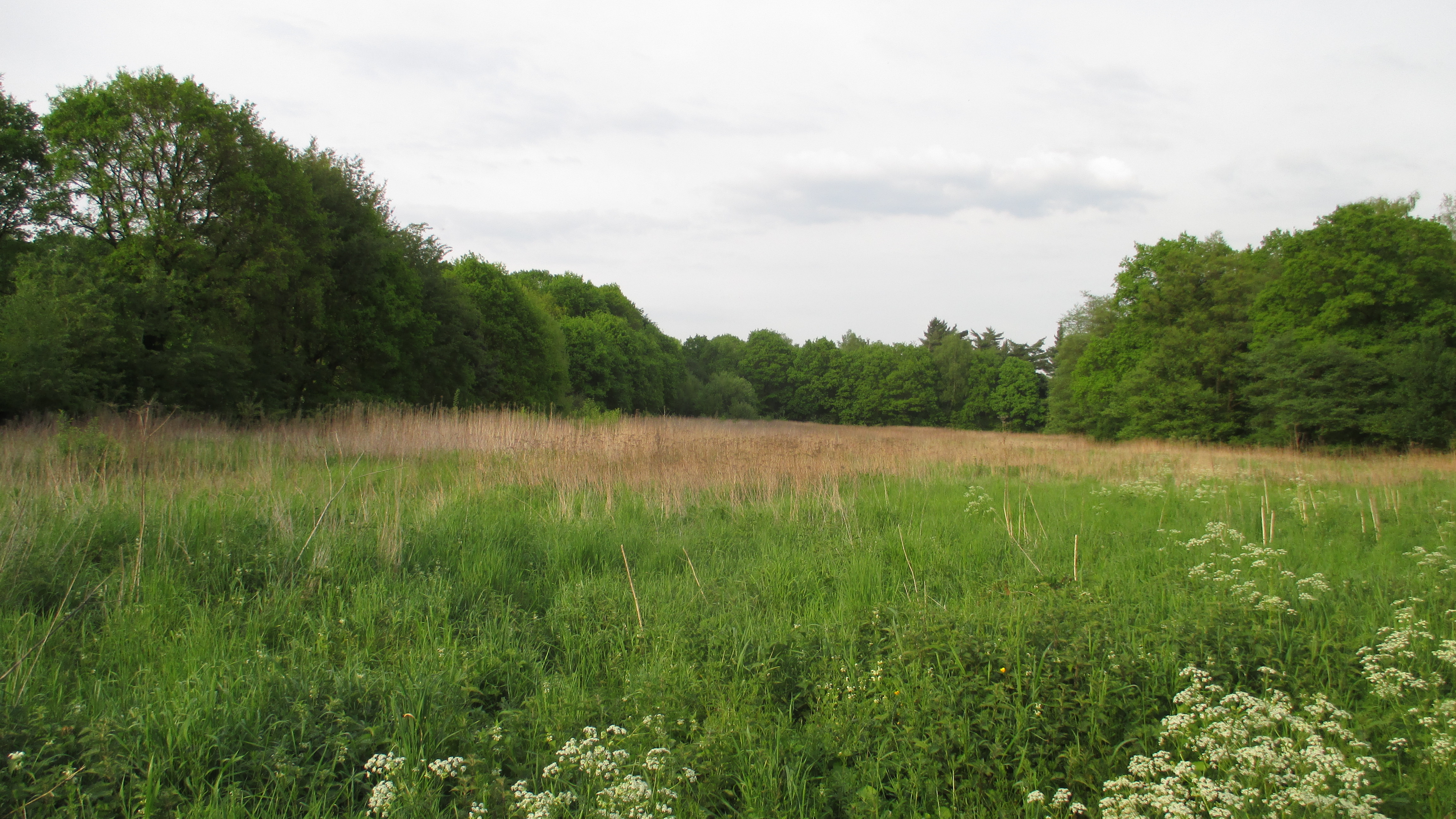
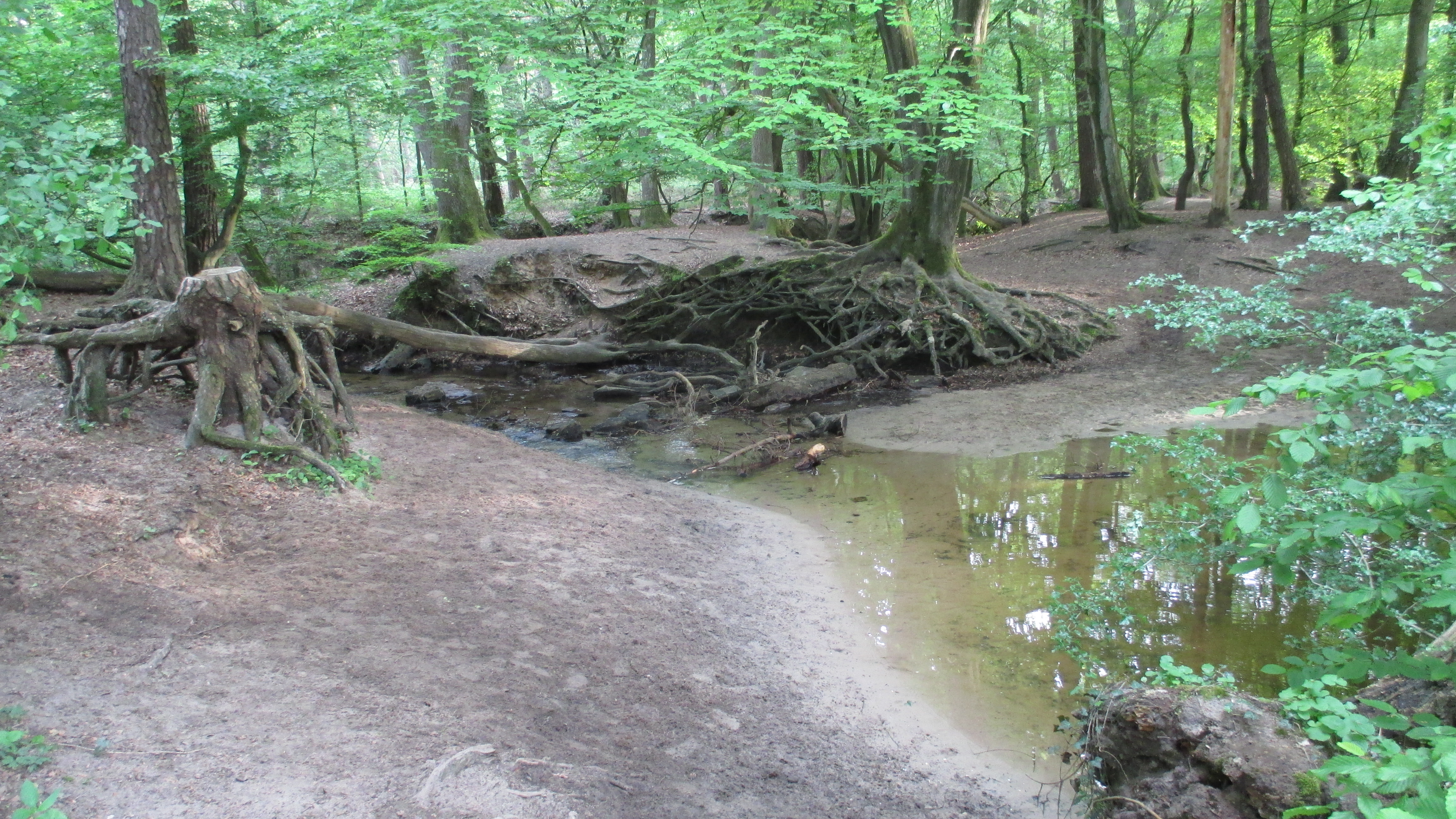
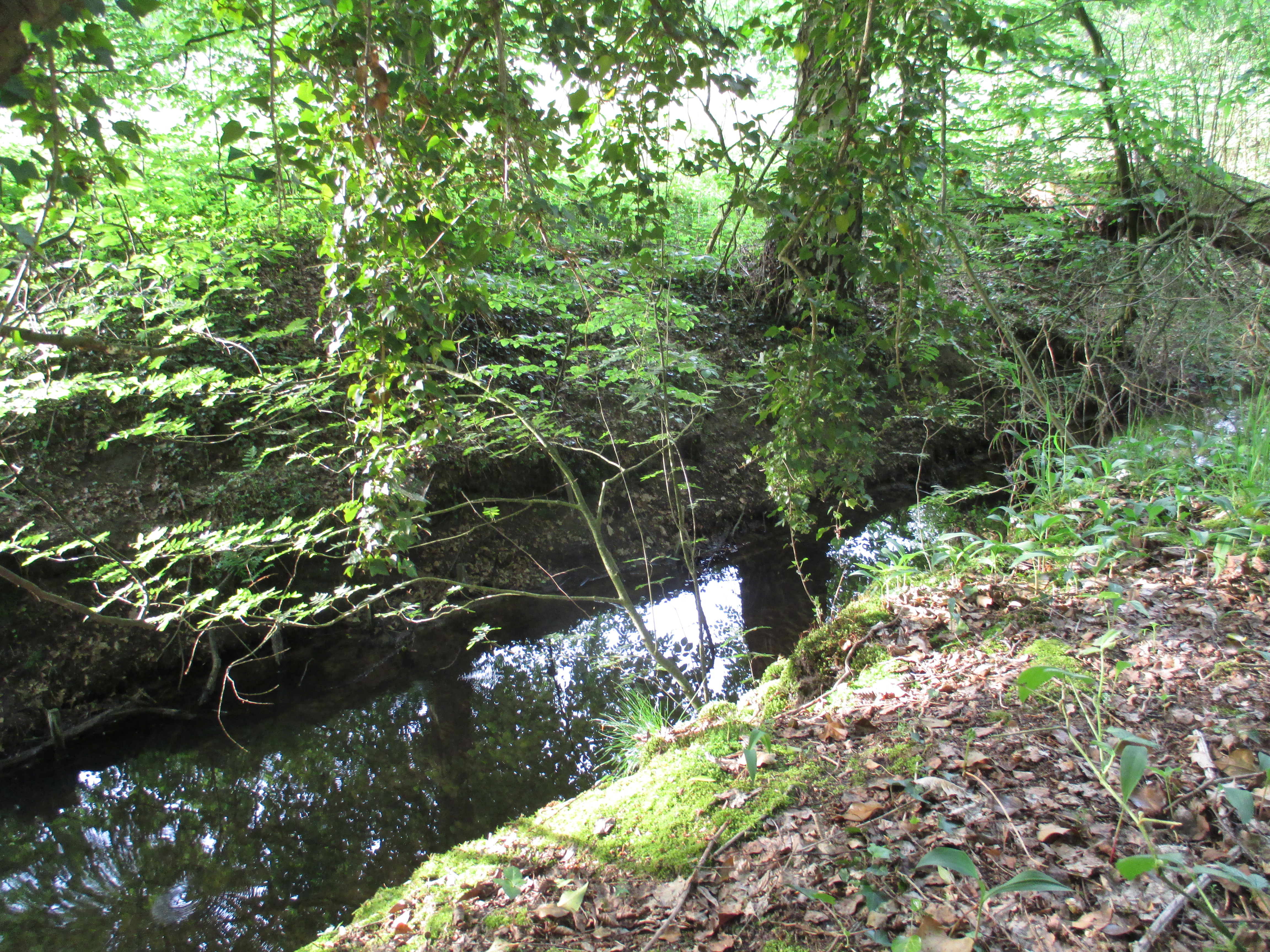
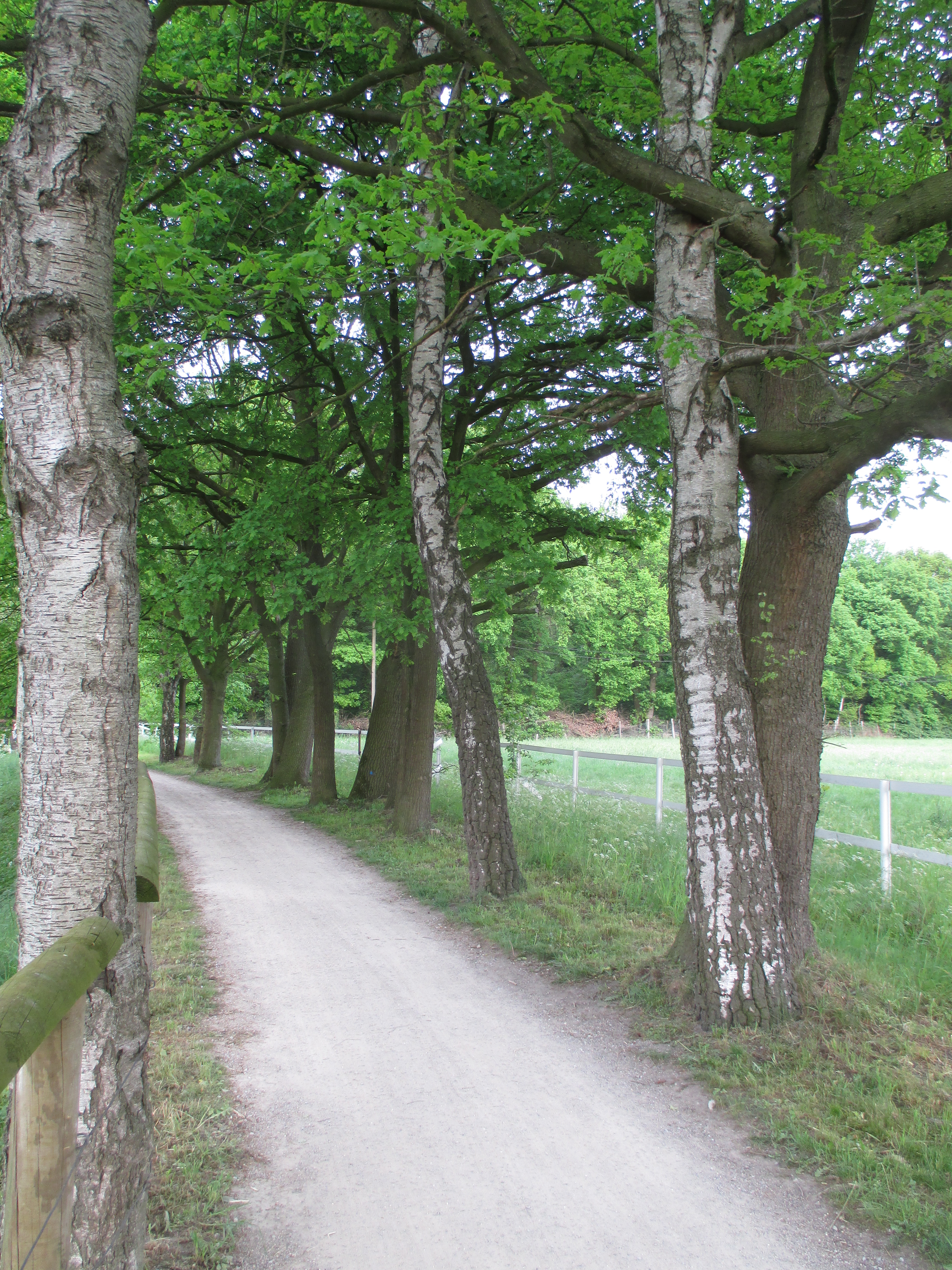